# Brookesia micra
Brookesia micra ist eine Art der Stummelschwanzchamäleons (Brookesiinae). Der 23–29 mm lange Vertreter der Gattung Brookesia kommt ausschließlich auf der Insel Nosy Hara im Norden von Madagaskar vor. Dort bewohnt die Art den Bodenbereich von Trockenwäldern.
Brookesia micra wurde 2007 bei einer Expedition auf Nosy Hara entdeckt und 2012 von einer Forschergruppe von der Zoologischen Staatssammlung München unter Leitung des Zoologen Frank Glaw beschrieben. Es gehört zu einer Gruppe von sehr kleinen Brookesia-Arten aus dem äußersten Norden Madagaskars.

## Merkmale

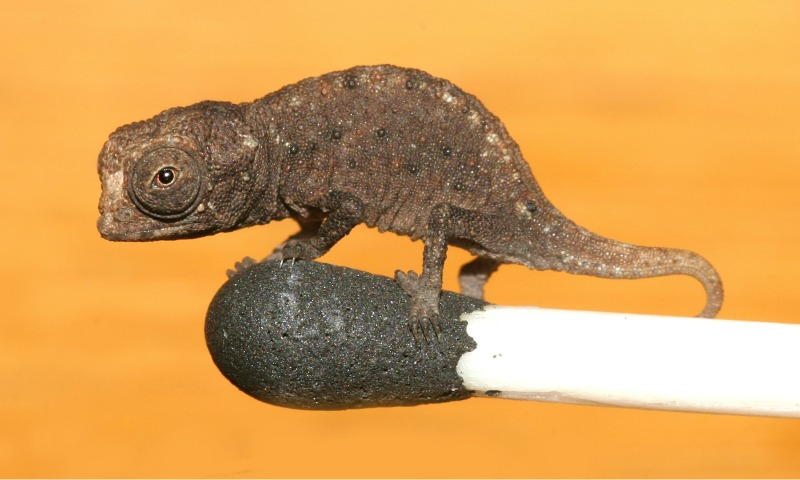
Juveniles Brookesia-micra-Individuum in Ruhefärbung auf einem Streichholzkopf

Brookesia micra ist ein äußerst kleines und zierliches Chamäleon. Die Weibchen der Art haben eine Kopf-Rumpf-Länge von 18,7–19,9 mm, insgesamt werden sie 26,9–28,8 mm lang. Die kleineren Männchen werden von Kopf bis Rumpf 15,3–15,9 mm lang und haben eine Gesamtlänge von 22,5–23,6 mm. Der Schwanz ist mit 7,2–8,9 (Weibchen) beziehungsweise 7,2–7,8 mm (Männchen) selbst für eine Brookesia-Art proportional sehr kurz. Der Kopf ist länger als breit. B. micra hat ausgeprägte Augenwülste, die Augen messen im horizontalen Durchmesser bei Weibchen 2,0–2,2 mm und 1,7–2,2 mm beim Männchen. Der Rückenkamm setzt auf Höhe der hinteren Augenränder an und endet an der Schwanzbasis. B. micra besitzt elf, seltener zwölf kleine Dorne an jeder Seite des Rückens. Im Nacken ist ein Helm nur durch einen kleinen Kamm angedeutet. Die Schwanzwurzel ist bei Männchen geringfügig dicker als bei Weibchen.
Der Körper von B. micra ist im Ruhezustand dunkelbraun, nur am vor den Augen gelegenen Teil der Schnauze befindet sich ein beiger Fleck.  Der Schwanz wird zum Ende hin immer gelber und nimmt an der Spitze eine orange Färbung an. Die Stressfärbung weicht davon deutlich ab: Die braune Körperoberseite ist mit dunklen, graubraunen Punkten durchsetzt. Kopfoberseite, Rückenkamm und Schwanzwurzel färben sich unter Stress hell graubraun und heben sich damit vom Rest des Rückens ab.
Der Hemipenis des Männchens, das als Holotypus dieser Gattung präpariert wurde, ist länglich (2,4 mm), relativ breit (maximale Breite 0,9 mm) und transparent. Er weist keine Ornamente auf. Die Spitze besteht aus einer kammähnlichen Struktur mit sechs Papillen, die in der Mitte am größten und am Rand am kleinsten sind. Nur je ein Hemipenis ist ausgestülpt, der zweite Hemipenis ist nur teilweise ausgestülpt. Bei nicht völlig ausgestülpten Hemipenissen ist der Kamm an der Spitze nicht sichtbar.

## Verbreitung und Lebensraum

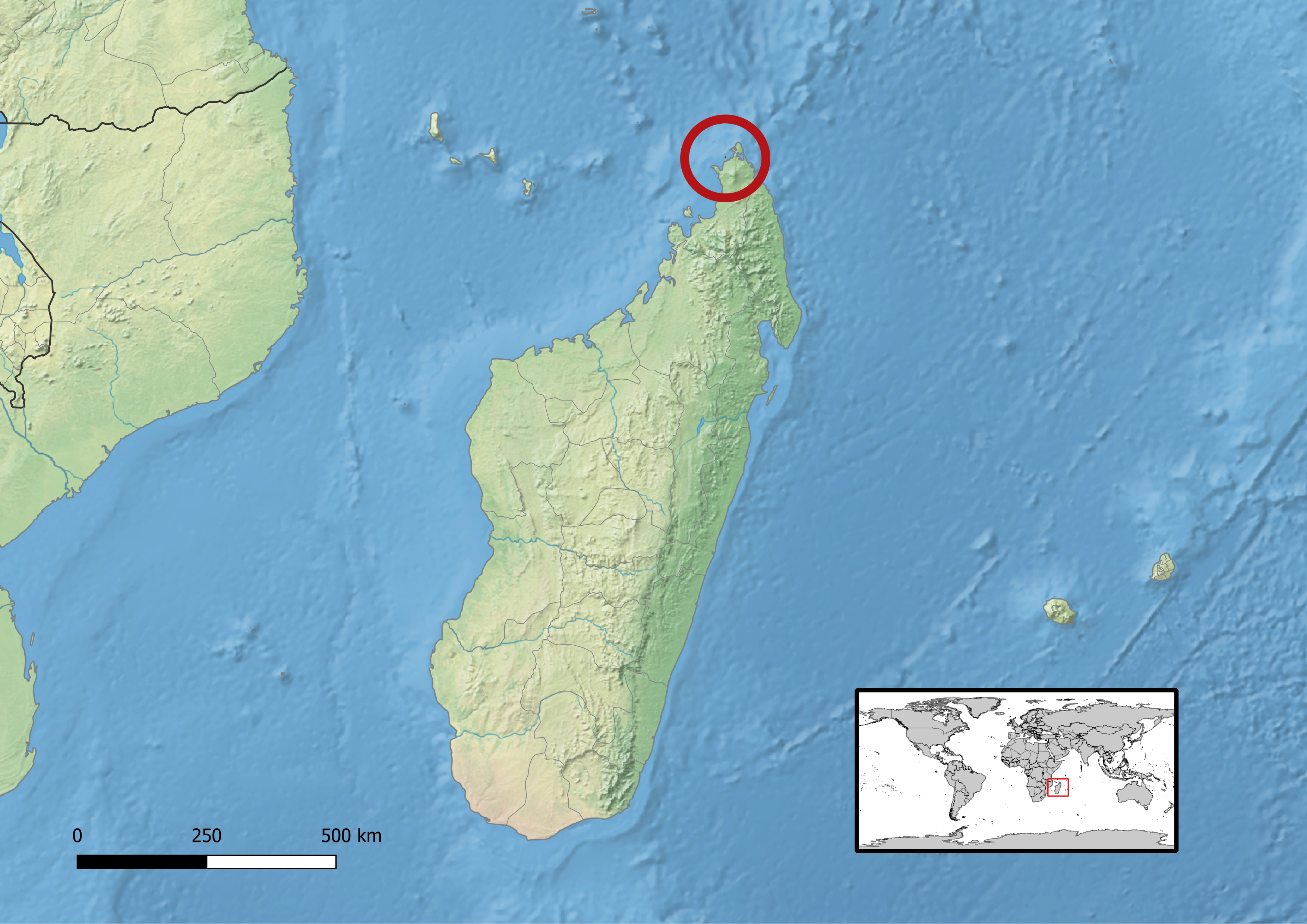
Verbreitungsgebiet (rot)

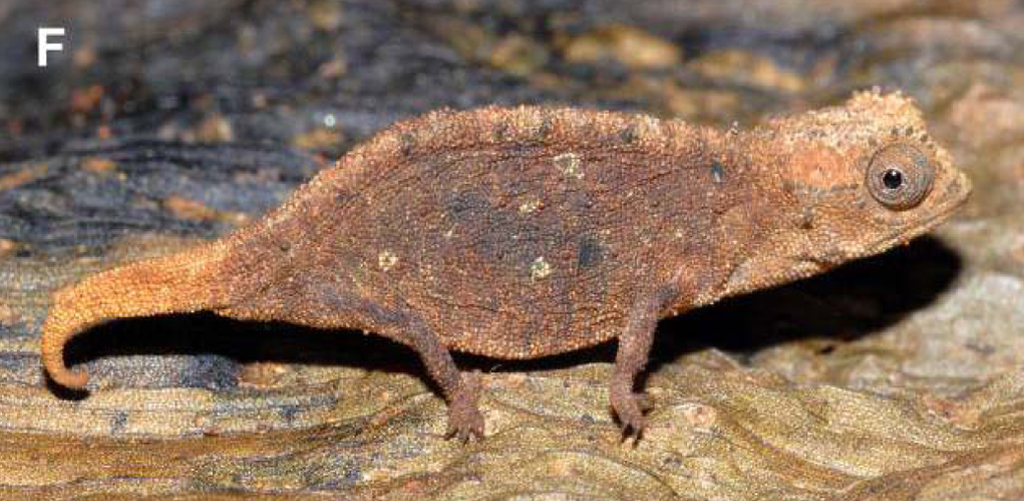
Weibchen von Brookesia micra in Ruhefärbung

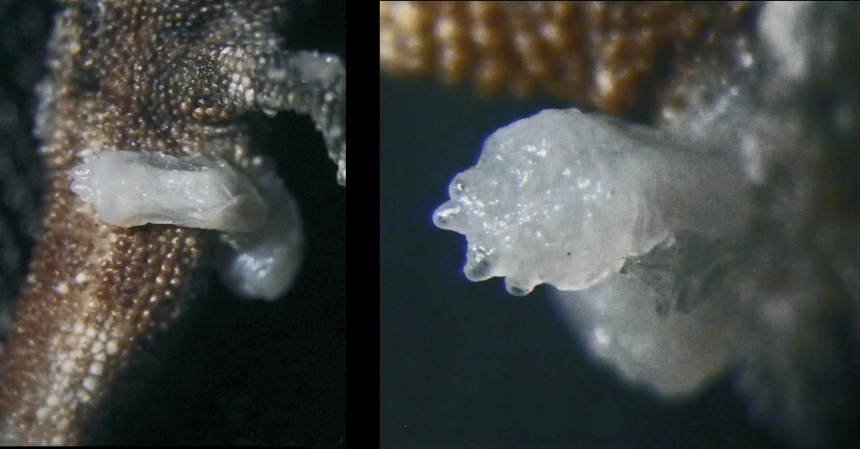
Hemipenis des Männchens

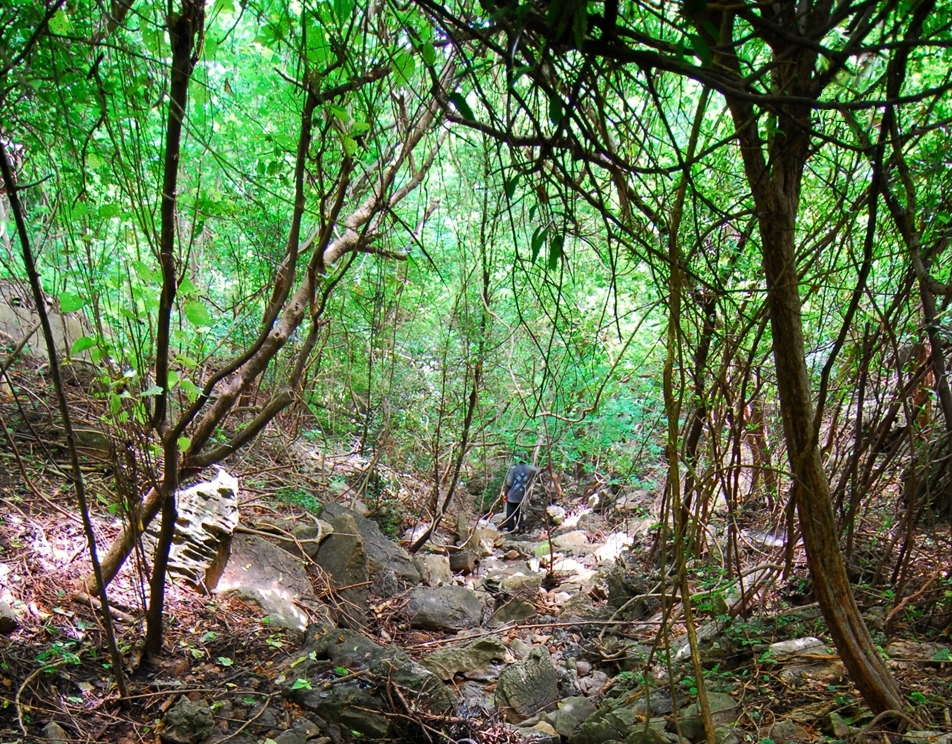
Habitat von Brookesia micra auf Nosy Hara

Brookesia micra ist nur von zwei Stellen auf der nordmadegassischen Insel Nosy Hara bekannt. Dort wurden entlang eines kleinen Bachlaufs zwei Vorkommen entdeckt. Ob B. micra darüber hinaus auch noch an anderen Orten der Insel vorkommt, ist unklar. Die Art wurde auch von umfangreichen herpetologischen Expeditionen in der Vergangenheit übersehen, was darauf hindeutet, dass sie nur schwer zu entdecken ist. Der Lebensraum der Tiere besteht aus dem Waldboden eines Trockenwaldes, der auf erodierten Kalkstein-Brocken wächst. 

## Lebensweise
Über die Lebensweise der Art ist kaum etwas bekannt. Tagsüber bewegen sie sich auf den Kalksteinblöcken und zwischen herabgefallenem Laub in ihrem Lebensraum. In der Nacht ziehen sich die Tiere auf Zweige in niedriger Höhe (5–10 cm über dem Boden) zurück. 

## Systematik
Die ersten Individuen von Brookesia micra wurden im März 2007 während einer zoologischen Expedition im Norden Madagaskars entdeckt. Ein Männchen wurde zu Forschungszwecken getötet und als Holotyp für eine spätere Artbeschreibung konserviert. 2008 wurden während einer zweiten Expedition im Februar weitere Tiere vermessen und fotografiert. Im Februar 2012 wurde schließlich die Erstbeschreibung im Fachjournal PLoS ONE publiziert, zusammen mit den verwandten Arten B. tristis, B. confidens und B. desperata. Die Autoren der Erstbeschreibung sind die deutschen Zoologen Frank Glaw, Jörn Köhler und Miguel Vences sowie ihr US-amerikanischer Kollege Ted M. Townsend. Bis zur Beschreibung von B. nana war Brookesia micra das kleinste bekannte Reptil der Welt, worauf sich das Artepitheton micra (altgr.  mikros ‚winzig, klein‘) bezieht.
Innerhalb der Gattung Brookesia gehört B. micra zur Untergattung Evoluticauda, die eine Reihe sehr kleiner Arten aus dem Norden Madagaskars versammelt. Zwei unterschiedliche Positionen im Stammbaum der Gruppe sind angesichts von molekulargenetischen Untersuchungen plausibel. Die Art ist demnach entweder das Schwestertaxon einer aus B. desperata und B. tristis gebildeten Klade; beide Arten sind an der Nordspitze Madagaskars beheimatet. Das ND2-Gen der beiden Kladen unterscheidet sich um 23–26 %. Dieses Verwandtschaftsverhältnis ist in 91 % aller auf ND2 basierenden Baumdiagrammen eindeutig. Alternativ steht B. micra den Schwestertaxa B. confidens und B. tuberculata gegenüber; dann wären B. tristis und B. desperata gemeinsam die Schwesterklade dieser drei Arten. Diese Variante wird sowohl durch nukleare (CMOS-Gen) und mitochondriale (16S-Gen) Sequenzen nahegelegt, ist aber statistisch weniger solide. Wahrscheinlich wurden der Vorfahr von B. micra durch einen Anstieg des Meeresspiegels, der Nosy Hara zur Insel machte, von den Festlandpopulationen getrennt. Die Verzwergung von B. micra resultiert nicht allein aus der ohnehin sehr geringen Körpergröße der B.-minima-Gruppe, sondern ist auch das Ergebnis von Inselverzwergung und somit das Ergebnis von zwei Prozessen. Die Autoren der Erstbeschreibung betonen jedoch, dass die Interpretation als Inselverzwergung unsicher ist. Auch Arten der Gruppe, die nicht auf Inseln endemisch sind, werden ähnlich klein oder noch kleiner als B. micra. Zudem bestehen teils enge Verwandtschaftsverhältnisse zu größeren Arten, weshalb unklar ist, ob es sich bei der Verzwergung um ein ursprüngliches oder ein abgeleitetes Merkmal handelt.